# Hellraiser (1987)
Hellraiser is een Britse horrorfilm uit 1987 van Clive Barker. Hij baseerde de film op zijn eigen boek The Hellbound Heart (1986). Het was de introductie op het witte doek van de Cenobieten, waarvan leider Pinhead (Doug Bradley) uitgroeide tot een horroricoon (hoewel hij in dit eerste deel nog enkel als Lead Cenobite op de aftiteling stond).

## Verhaal
Frank Cotton, een man met een criminele inborst, die in zijn leven altijd de grenzen heeft opgezocht, koopt op een Arabische bazaar bij een geheimzinnige Oosterse marktkoopman een magische kubusvormige puzzel.
Deze puzzel belooft, voor degene die hem op de juiste manier oplost, ongekend hemels genot. Als Frank zich aan de puzzel zet, wordt hierdoor een portaal naar een andere, buitenwereldse dimensie gecreëerd, en hij verdwijnt volledig van de aardbodem.
Enige tijd later betrekt Franks broer Larry met zijn vrouw Julia het huis waarin Frank verdween.
Tijdens het binnendragen van huisraad haalt Larry zijn hand open aan een uitstekende spijker, en morst hierdoor veel bloed op de vloer van de kamer waarin Frank de puzzel probeerde op te lossen en de wereld van de Cenobieten werd ingetrokken.
Larry's bloed wordt geabsorbeerd door de houten vloer van de kamer en hierdoor wordt Frank opnieuw tot leven gewekt, en hij keert terug naar de wereldse dimensie.
Tijdens een bezoek van kennissen aan Larry en Julia wordt Julia, die eerder in het geheim een verhouding had met Frank, onweerstaanbaar naar de leegstaande kamer getrokken.
Hier treft ze tot haar ontzetting Frank aan, die een afschuwelijke, monsterachtige verschijning heeft. Frank smeekt haar hem te helpen aan meer bloed, zodat hij verder kan regenereren tot een normale menselijke gedaante.
Na van de eerste schrik bekomen te zijn belooft Julia hem te helpen, en ze lokt in het geniep mannen vanuit bars mee naar het huis, die daar door Frank gedood worden, teneinde hun bloed in zich op te kunnen nemen om zo volledig te herstellen.
Larry's dochter Kirsty krijgt hier lucht van en volgt Julia het huis in, waar ze tot haar afschuw een dode man vindt, wiens bloed eerder door Frank in zich is opgenomen. Dan verschijnt Frank, en hij grijpt Kirsty vast.
Kirsty verzet zich echter hevig en probeert Frank tegen zijn hoofd te slaan met de kubus die ze op de vloer zag liggen. Als Frank haar gebiedt hem de puzzel te geven smijt ze de puzzel door het raam naar buiten en ontvlucht het huis.
Ze loopt verdwaasd met de puzzel in haar hand door de stad, om even later in elkaar te zakken.
Als ze in het ziekenhuis bijkomt, geeft de arts haar de puzzel en zegt dat de politie haar wil spreken.
In afwachting van de komst van de politie begint Kirsty met de puzzel te spelen, en hiermee roept ze de Cenobieten op. Deze vier Cenobieten zijn de heersers van de buitenwereldse dimensie, waar ze hun slachtoffers vooral helse pijnigingen laten ondergaan, maar soms ook hemelse genoegens laten beleven, of zoals ze zelf zeggen: "Duivels voor sommigen, engelen voor anderen!".
De Cenobieten delen Kirsty mee dat ze niet zonder haar kunnen terugkeren naar hun wereld, maar Kirsty smeekt hen haar te laten gaan, en in ruil daarvoor Frank naar hen terug te zullen leiden.
De Cenobieten stemmen in met haar smeekbede en verdwijnen zonder Kirsty terug naar hun eigen dimensie, haar nog wel waarschuwend dat als ze hen bedriegt, zij haar ziel aan stukken zullen rijten.
Kirsty vlucht uit het ziekenhuis en rent naar haar vaderlijk huis, om haar vader te waarschuwen dat zijn broer Frank in het huis is en hem wil vermoorden. Ze komt echter te laat, Frank en Julia hebben Larry al vermoord, en Frank heeft Larry's bloed en huid in zich opgenomen waardoor hij de uiterlijke gedaante van Larry heeft gekregen. Hij speldt Kirsty op de mouw dat 'Julia hem alles verteld heeft', en dat 'Frank zo krankzinnig was geworden dat hij door het dolle heen was', en hij hem daarom heeft moeten doden om hem uit zijn lijden te verlossen.
Als Kirsty in de lege kamer het huidloze stoffelijk overschot van Larry aanschouwt, denkend dat dat Frank is, verschijnen de Cenobieten weer, haar mededelend: "Wij willen de man die dít gedaan heeft!".
Ze vlucht weg uit de kamer maar wordt op het trapportaal tegengehouden door Julia en door Frank, vermomd als Larry.
Ze krijgt nu in de gaten dat 'haar vader' in werkelijkheid Frank is, en Frank probeert haar neer te steken. Vlak voordat hij toesteekt kan Kirsty zich echter losrukken uit Julia's greep en hierdoor steekt Frank Julia dood, waarna hij dan maar háár bloed en huid opzuigt.
Kirsty vlucht voor Frank terug naar de kamer waar de Cenobieten eerder verschenen. Als Frank haar de kamer in is gevolgd verschijnen de Cenobieten opnieuw. Frank realiseert zich dat Kirsty hem erin geluisd heeft en woedend probeert hij haar neer te steken. Voordat hij echter kan toesteken rijten de Cenobieten Frank met vleeshaken en kettingen volledig aan stukken. De Cenobieten breken hun belofte aan Kirsty dat ze haar zouden laten gaan, maar Kirsty weet hen door middel van de puzzel zonder haar te laten verdwijnen naar hun eigen wereld.
Dan ontvlucht Kirsty het huis dat door de helse gebeurtenissen op instorten staat, en eenmaal buiten brandt het huis tot de grond toe af.
Ze gooit de kubus in de brandende puinhopen, maar dan verschijnt ineens de vies uitziende, angstaanjagende zwerver (die Kirsty al eerder heeft zien rondlopen op straat) die tot haar ontzetting de vuurzee ingaat om de puzzel op te rapen.
De zwerver verandert dan in een monsterlijke vliegende draak en vliegt weg met de kubus in zijn klauwen, om deze terug te brengen naar de marktkoopman, bij wie de puzzel kan liggen wachten op een nieuw slachtoffer...

## Rolverdeling
| Acteur          | Personage                  |
| --------------- | -------------------------- |
| Doug Bradley    | Pinhead, leider Cenobieten |
| Andrew Robinson | Larry Cotton / "Frank"     |
| Clare Higgins   | Julia                      |
| Ashley Laurence | Kirsty Cotton              |
| Sean Chapman    | Frank                      |
| Oliver Smith    | Frank het Monster          |
| Robert Hines    | Steve                      |
| Nicholas Vince  | Klapperkaak Cenobiet       |
| Simon Bamford   | 'Boterbal' Cenobiet        |
| Grace Kirby     | Vrouwelijke Cenobiet       |
| Kenneth Nelson  | Bill                       |
| Frank Baker     | Zwerver                    |

## Vervolgen
- Hellbound: Hellraiser II (1988)
- Hellraiser III: Hell on Earth (1992)
- Hellraiser: Bloodline (1996)
- Hellraiser: Inferno (2000)
- Hellraiser: Hellseeker (2002)
- Hellraiser: Deader (2005)
- Hellraiser: Hellworld (2005)
- Hellraiser: Revelations (2011)
- Hellraiser: Judgment (2018)
- Hellraiser (remake) (2022)